# Block B
Block B (kor. 블락비) – południowokoreański boysband założony przez Cho PD w 2011 roku. Grupa składa się z siedmiu członków: Taeil, B-Bomb, Jaehyo, U-Kwon, Park Kyung, Zico oraz P.O.

## Historia

### 2011: debiut zDo U Wanna B?
W lutym 2011 roku Cho PD ogłosił, że zainwestuje 1,5 miliarda wonów w utworzenie siedmioosobowej grupy hip-hopowej w ramach projektu „Creating Korea's Eminem”. 13 kwietnia 2011 roku swoją premierę miał debiutancki teledysk do piosenki „Freeze!” (kor. 그대로 멈춰라!, ale został zakazany przez Komisję Ochrony Młodzieży, która uważała go za zbyt seksowny dla koreańskiej telewizji. W rezultacie piosenka nie mogła być sprzedawana nieletnim w wieku poniżej 19 lat, a teledysk nie mógł zostać wyemitowany przed 22:00. 14 kwietnia ukazał się CD singel Do U Wanna B?, zawierający „Freeze!”. 15 kwietnia Block B zadebiutowali na żywo w programie Music Bank. Minialbum, zatytułowany New Kids on the Block, ukazał 23 czerwca.
22 czerwca został wyemitowany pierwszy z ośmiu odcinków programu Match Up! stacji MTV Korea, z udziałem zespołów Block B i B1A4. 16 października MTV rozpoczęło emitować serię specjalnych odcinków z serii Match Up, które ukazywały Block B podczas promocji w Japonii.

### 2012:Welcome to the BlockiBlockbuster
Na początku stycznia Block B zapowiedzieli wydanie kolejnego minialbumu. Welcome to the Block ukazał się 2 lutego 2012 roku, wraz z głównym singlem „NalinA”. Jednakze dwie piosenki z płyty („LOL” i „Did You or Did You Not” (kor. 했어 안했어)) zostały zakazane, ponieważ zostały uznane za nieodpowiednie dla nieletnich słuchaczy przez Korean Family Gender Equality & Prosperity Ministry oraz kanały KBS.
W lutym 2012 roku transmisja informacyjna wyemitowała kontrowersyjny wywiad między Block B i tajskimi mediami kilka miesięcy wcześniej. Wywiad wzbudził oburzenie obywateli Tajlandii za niewrażliwe komentarze członków grupy. W odpowiedzi członkowie zespołu wystosowali listy przeprosin i wydali nagranie wideo na kanale YouTube wytwórni. W wyniku tego incydentu lider Block B, Zico, również ogolił głowę, aby zademonstrować swoją skruchę. 30 kwietnia ukazał się repackage album 'Welcome to the BLOCK' Repackage, który zawierał dodatkowo kilka nowych piosenek, w tym główny singel „Close My Eyes” (kor. 눈감아줄께).
17 października ukazał się pierwszy album studyjny grupy, pt. Blockbuster. Główny singel „Nillili Mambo” (kor. 닐리리맘보) został dobrze przyjęty, a album zajął 10. miejsce w rankingu Billboard World Albums.

### 2013: pozew przeciwko Stardom Entertainment i powrót z nową wytwórnią płytową
3 stycznia ogłoszono, że Block B złożyli pozew przeciwko swojej agencji w celu anulowania kontraktu na wyłączność. Według doniesień mediów, członkowie Block B złożyli pozew przeciwko Stardom w Centralnym Sądzie Rejonowym w Seulu. Żądali dochodu, który nie został im wypłacony za rok. Ponadto, Block B oskarżyli także dyrektora generalnego agencji o posiadanie sumy pieniędzy w wysokości 70 milionów wonów – pieniędzy zebranych od rodziców członków w celu sfinansowania działań produkcyjnych i promocyjnych grupy. 20 maja 2013 roku były dyrektor generalny agencji popełnił samobójstwo w piwnicy własnego domu.
7 czerwca Centralny Sąd Rejonowy w Seulu odrzucił pozew złożony przez Block B przeciwko agencji. Sąd stwierdził, że z dowodów Block B trudno jest wywnioskować, czy Stardom naruszyła umowę, więc zdecydował, że nie udowodniono winy agencji. Blok B wydali oświadczenie w odpowiedzi na orzeczenie, przepraszając fanów i mówiąc, że nie będą już pracować ze Stardom Entertainment. Grupa powiedziała również, że będą nadal walczyć o swoje prawa i przygotowują niezależne promocje.
Po długiej walce obie strony w końcu osiągnęły porozumienie i zgodziły się zakończyć spór prawny. 29 sierpnia Block B ogłosili, że grupa wynegocjowała przeniesienie umowy do nowej agencji – Seven Seasons. Przedstawiciele tej agencji zapowiedzieli, że grupa planuje wydać nowy album w październiku.
Seven Seasons utworzył następnie oficjalny kanał YouTube grupy. 31 sierpnia agencja opublikowała teaser z U-Kwonem, a następnie 4 września z Jaehyo i P.O.
17 września Block B zapowiedzieli swój przedpremierowy singel „Be the light” przez teaser opublikowany na kanale YouTube agencji. Teledysk został wydany 22 września 2013 roku. Piosenka uplasowała się na 14 pozycji listy Gaon Digital Chart w pierwszym tygodniu od premiery. 2 października ukazał się nowy minialbum, Very Good, zawierający pięć piosenek z głównym singlem „Very Good”. Teledysk do piosenki został wydany 7 października. 3 października odbył się showcase w Hwajeong Stadium Korea University, w Seulu. Very Good zadebiutował na pierwszym miejscu listy Gaon Album Chart, natomiast single „Very Good”, „When Where Where How” i „Nice Day” zadebiutowały na pozycjach 6, 20 i 26 listy Gaon Digital Chart. Płyta zadebiutowała także na 6 pozycji listy Billboard World Albums.

### 2014:HER
Block B wystąpili we własnym reality show zatytułowanym Five Minutes Before Chaos (kor. 개판 5 분전), którego premiera odbyła się 10 kwietnia na kanale Mnet. Na początku kwietnia Block B zapowiedzieli nowe wydawnictwo, pt. Jackpot. Teledysk do utworu tytułowego „Jackpot” został wydany 15 kwietnia, a premiera płyty miała odbyć się 17 kwietnia. CD singel ukazał się 17 kwietnia, ale comeback grupy został odwołany po katastrofie promu Sewol przewożącego ponad 400 osób.
W maju odbyła się pierwsza seria koncertowa Block B w Olympic Park, zatytułowana Blockbuster 2014, na którą bilety zostały wyprzedane pierwszego dnia sprzedaży. Koncerty odbyły się 17 i 18 maja w Seulu, a 23 i 24 maja w Pusanie.
11 lipca Seven Seasons ogłosiło, że 24 lipca Block B wyda minialbum zatytułowany HER. Sześć dni później agencja wydała cyfrowy singel i film zza kulis kręcenia teledysku w ramach przygotowań do wydania HER. „Jackpot” uplasował się na dziesiątej pozycji na listy Gaon Digital Chart w pierwszym tygodniu od premiery.
24 lipca ukazał się minilbum HER i nowa wersja teledysku „Jackpot”. Tytułowa piosenka uplasowała się na trzecim miejscu listy Gaon Digital Chart, a „Jackpot” – na piątym. Album zadebiutował na drugim miejscu listy Gaon Album Chart i szóstym listy Billboard World Albums.
22 i 23 listopada odbyły się dwa koncerty z serii 2014 Blockbuster Remastering, które przyciągnęły ponad 10 tys. fanów w Olympic Gymballium w Seulu.

### 2015: Debiut w Japonii, trasa europejska i debiut podgrupy
Block B oficjalnie zadebiutowali Japonii 21 stycznia 2015 roku, wydając singel „Very Good”. Singel zadebiutował na piątym miejscu listy Oricon Weekly Singles Chart i siódmym listy Japan Hot 100. Po premierze, 16 i 17 stycznia, odbyły się dwa koncerty w Tokio, które przyciągnęły ponad 5000 fanów.
Pierwszy oficjalny fanmeeting odbył się 15 lutego w SK Olympic Handball Gymnasium w Seulu, zgromadził około 8000 fanów.
Pierwsza europejska trasa koncertowa Block B trwała od 27 lutego do 8 marca, odwiedzając Paryż, Helsinki, Warszawę i Mediol. Większość koncertów z trasy zostało wyprzedanych.
W dniach 5 i 6 kwietnia, Block B ogłosili poprzez opublikowane zdjęcia, że P.O, U-Kwon i B-Bomb utworzą podgrupę Bastarz. Pierwszy minialbum wydali 13 kwietnia, wraz z teledyskiem do utworu tytułowego „Conduct Zero”. Minialbum zadebiutował na trzecim miejscu na liście albumów Gaon. W celach promocyjnych podgrupy B-Bomb i U-Kwon zagrali w internetowym serialu Jumping Girl u boku Luny z f(x) i Hany z Secret.
1 maja na oficjalnej stronie japońskiej zespołu ogłoszono, że 27 maja grupa wyda swój drugi singel – japońską wersję „HER”. 14 maja Block B rozpoczęli trasę po Japonii; chociaż pierwotnie zaplanowano cztery koncerty, ze względu na duże zapotrzebowanie na bilety, trasa została rozszerzona o kolejne siedem koncertów, z przystankami w Tokio, Osace, Fukuoce i Nagoi, które przyciągnęły około 20 tys. fanów. Singel „HER” zadebiutował na pozycji siódmej na cotygodniowej liście singli Oricon.
2 sierpnia Block B wystąpili w Los Angeles na KCON-ie. The Los Angeles Times doniósł, że „Block B mieli jedno z najbardziej udanych połączeń koreańskiego hip-hopu z dynamiką boysbandu”.
23 września ogłoszono, że Block B odbędą drugie tournée po Stanach Zjednoczonych z cyklem koncertów zorganizowanych przez SubKulture Entertainment. Zespół wystąpił w San Francisco 11 listopada, w Chicago 13 listopada i Los Angeles 15 listopada.

## Członkowie
| Pseudonim   | Pseudonim | Prawdziwe imię | Prawdziwe imię | Data urodzenia        | Pozycja                   |
| Latynizacja | Hangul    | Latynizacja    | Hangul         | Data urodzenia        | Pozycja                   |
| ----------- | --------- | -------------- | -------------- | --------------------- | ------------------------- |
| Taeil       | 태일      | Lee Tae-il     | 이태일         | 24 września 1990(dts) | główny wokal              |
| B-Bomb      | 비범      | Lee Min-hyuk   | 이민혁         | 14 grudnia 1990(dts)  | wokal, główny tancerz     |
| Jaehyo      | 재효      | Ahn Jae-hyo    | 안재효         | 23 grudnia 1990(dts)  | wokal                     |
| U-Kwon      | 유권      | Kim Yoo-kwon   | 김유권         | 9 kwietnia 1992(dts)  | wokal, prowadzący tancerz |
| Park Kyung  | 박경      | Park Kyung     | 박경           | 8 lipca 1992(dts)     | prowadzący raper          |
| Zico        | 지코      | Woo Ji-ho      | 우지호         | 14 września 1992(dts) | lider, główny raper       |
| P.O         | 피오      | Pyo Ji-hoon    | 표지훈         | 2 lutego 1993(dts)    | raper, maknae             |

## Dyskografia
| Albumy studyjne - Blockbuster (2012) - Re:Montage (2018; Montage repackage) Minialbumy - New Kids on the Block (2011) - Welcome to the Block (2012) - Very Good (2013) - HER (2014) - Blooming Period (2016) - Montage (2017) CD single - Do U Wanna B? (2011) - Jackpot (2014) - Yesterday (2017) | Albumy studyjne - My Zone (2016) Minialbumy - Montage ~Japan Edition~ (2017) Single - Very Good (2015) - H.E.R (2015) - Jackpot (2016) - Toy (2016) - Yesterday (2017) |